# Шаповалово (Оренбургская область)
Шаповалово — село в Акбулакском районе Оренбургской области России. Административный центр Шаповаловского сельсовета.

## География
Расположено на берегу реки Малой Хобды. Имеет автомобильное сообщение с населёнными пунктами Новоуспеновка, Майкобулак, Вершиновка, Новомарьевка, Мирный, Чаган.

## История
В 1965 г. указом Президиума Верховного Совета РСФСР село Сазда переименовано в Шаповалово в память о Герое Советского Союза Шаповалове Иване Егоровиче.

## Население
| 2010 |
| ---- |
| 613  |

## Инфраструктура
С 1952 года в селе функционирует библиотека
В селе также расположены администрация сельсовета и участковый пункт полиции. почтовое отделение и отделение «Сбербанка»; Шаповаловская СОШ, Детский сад.

## Люди, связанные с селом
Родились
- Шаповалов, Иван Егорович (1915—1944) — участник Великой Отечественной войны, Герой Советского Союза (посмертно).
- Ефименко, Григорий Романович (1919—1984) — участник Великой Отечественной войны, Герой Советского Союза.